# Джулис
Джулис (араб. جولس‎) — местный совет на севере Израиля, населённый друзами.

## История
В данном месте существовало поселение уже в древнее время. В средние века там существовала еврейская община. По некоторым предположениям, название деревни происходит от римского имени «Юлий».
В Джулисе жил шейх Амин Тариф, духовный лидер израильских друзов, сегодня там же проживает нынешний лидер, шейх Муафак Тариф.
Развито сельское хозяйство: оливки, разведение скота.

## Население
По данным Центрального статистического бюро Израиля, население на начало 2020 года составляло 6 465 человек.
Ежегодный прирост населения составляет 1,7 %.
48,0 % учеников получают аттестат зрелости.
Средняя зарплата на 2007 год — 5 067 шекелей.